# Gisela Frick
Gisela Frick geb. Schulzke (* 23. September 1946 in Köln; † 18. Mai 2025) war eine deutsche Politikerin (FDP) und  von 1994 bis 2002 Mitglied des Deutschen Bundestages.

## Leben

### Ausbildung und Beruf
Nach dem Abitur 1965 in Köln studierte sie Rechts- und Staatswissenschaften an der Universität zu Köln, anschließend noch in Tübingen und Bonn. Im Jahr 1969 legte sie die erste juristische Staatsprüfung in Bonn ab, drei Jahre später die zweite Prüfung in Stuttgart. Von 1973 bis 1975 war sie in der Steuerverwaltung des Landes Baden-Württemberg beschäftigt, danach an der Fachhochschule für Finanzen Ludwigsburg, seit 1979 als Professorin für Steuer- und Verfassungsrecht. Sie  war Mitglied im Deutschen Juristinnenbund. 

### Politik
Im Jahr 1988 trat Frick der FDP bei, für die sie von 1994 bis 2002 im Bundestag saß. 

## Privates
Frick war katholisch, geschieden und Mutter von zwei Kindern.